# Eva (Foerster)
Eva, op. 50, és una òpera en tres actes del compositor txec Josef Bohuslav Foerster sobre un llibret del mateix compositor de 1889, basat en Gazdina roba de Gabriela Preissová. Va ser estrenada l'1 de gener de 1899 al Teatre Nacional de Praga.